# Green Templeton College
Il Green Templeton College è uno dei collegi costituenti l'Università di Oxford. Fondato nel 2008 dall'unione fra il Green College e il Templeton College, è il più nuovo fra quelli di Oxford. Si trova dove era sito il Green College ed occupa le stesse costruzioni, tra cui il settecentesco Radcliffe Observatory che fu per un lungo periodo l'osservatorio astronomico dell'università. Come i suoi due predecessori, anche il Green Templeton ospita solo graduate students ammettendo solo studenti che abbiano già conseguito la prima laurea.
Il Green College era stato aperto nel 1979 grazie alla generosità di Cecil Green, uno dei co-fondatori della Texas Instruments. Il Templeton era di soli dieci anni più vecchio, ed era basato al di fuori del centro della città di Oxford. L'unione fra le due istituzioni venne annunciata nel luglio 2007 e approvata dal consiglio direttivo dell'università prima dell'inizio dell'anno accademico 2008-2009.

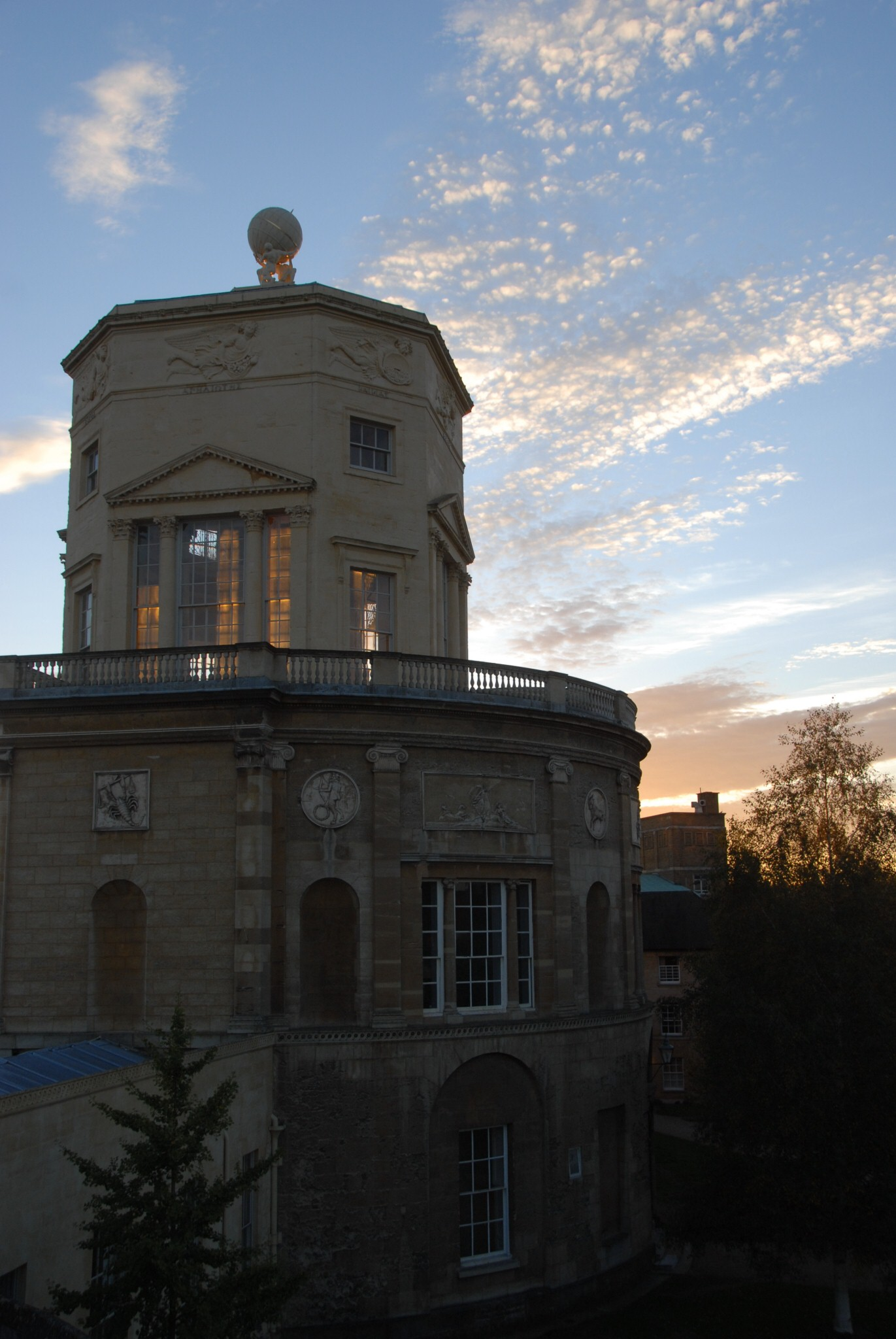
Il Radcliffe Observatory, sede del Green Templeton College